# Al-Muktafi abbászida kalifa (902–908)
Al-Muktafi (877 – 908. augusztus 13.) a tizenhetedik abbászida kalifa 902-től haláláig.
I. al-Mutadid fiaként született, és édesapja halála után – elődeinél valamelyest több nagyobb támogatással – lépett trónra. Engedékeny uralkodóként vált ismertté, aki hamarosan megszüntette a bagdadi tömlöcöket. Ennek ellenére harcba kellett szállnia a szakadár karmata szekta és politikai mozgalom ellen: először 903-ban, majd 907-ben aratott győzelmet felettük.
Ezzel egyidőben, 905-ben felszámolta az egyiptomi Tulunidák önállóságát is. Sikereket ért el a Bizánci Birodalom elleni háborújában is legyőzve Andronikosz vezért, de a mai Tunéziában létrejövő Fátimidák államát kénytelen olt végignézni.
Al-Muktafi 6 évi uralkodás után,  31 évesen fejezte be életét.